# Betlém (vodní mlýn)
Vodní mlýn Betlém představuje cenný areál venkovského roubeného podrybničního mlýna z počátku 19. století (po roce 1806), s drobným hospodářským příslušenstvím a s dochovaným technologickým vybavením z doby od 2. poloviny 19. století do 20.–30. let 20. století. Areál stojí na samotě pod hrází rybníka Lačnov asi 1 km jihozápadně od centra obce Zálší v okrese Ústí nad Orlicí. Areál je od roku 1981 chráněn jako kulturní památka pod registračním číslem 15130/6-4552.

## Popis
Jádrem mlýnského areálu je obytné stavení s mlýnicí, situované rovnoběžně s hrází. Ve mlýně se zachovalo vybavení, byť ne v původní poloze, kromě mlýnského kola. Zachován rovněž mlýnský náhon. Vedle budovy se nachází nevelká stodola zděná z kamene (převážně dřevěná), se sedlovou střechou a bedněným štítem, s bránou. Mezi mlýnem a stodolou se nalézá drobná zděná užitková stavba spojující funkci prasečího chlívku a kurníku v patře; chlívky jsou kamenné a klenuté.

## Galerie

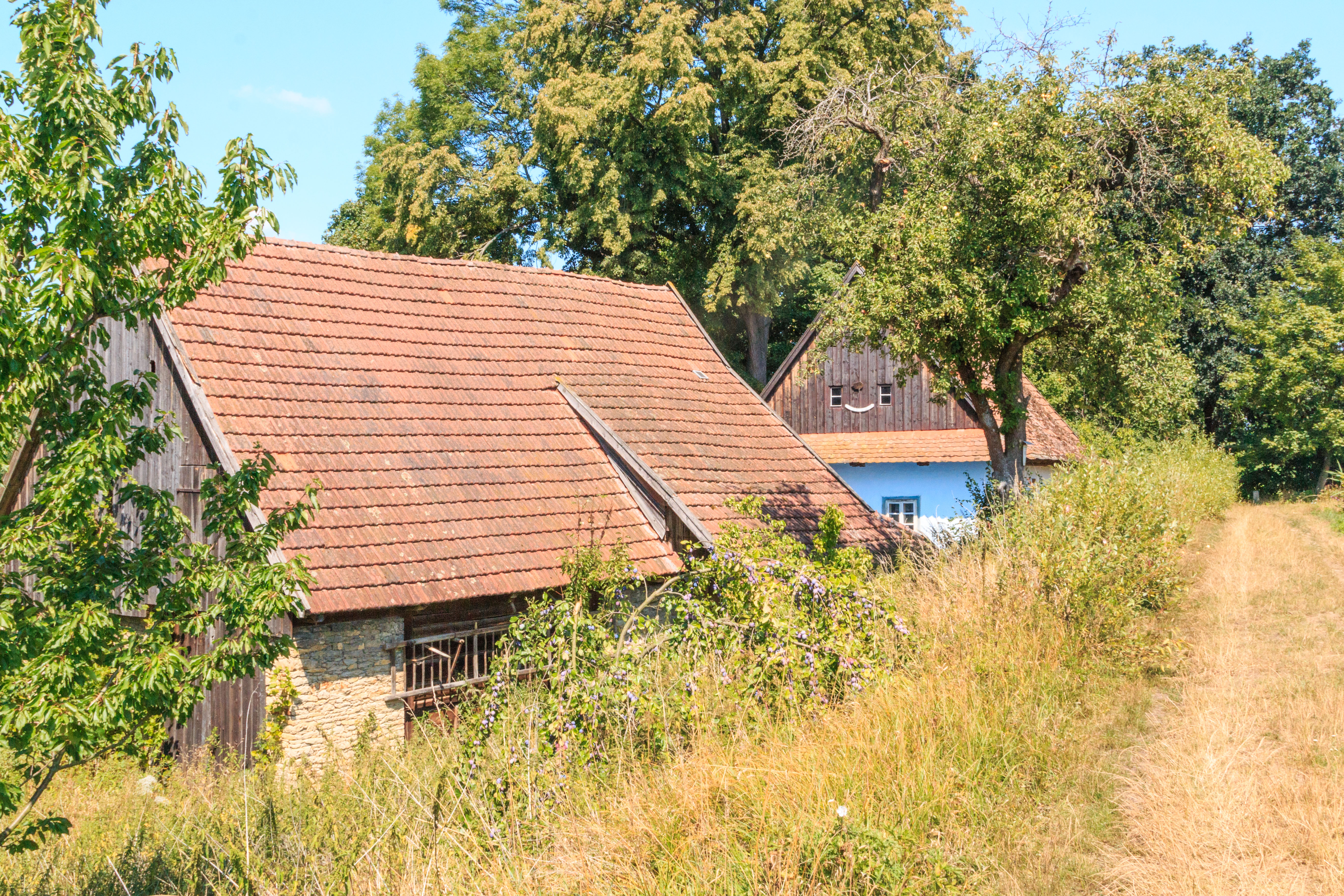
Vodní mlýn Betlém u Zálší
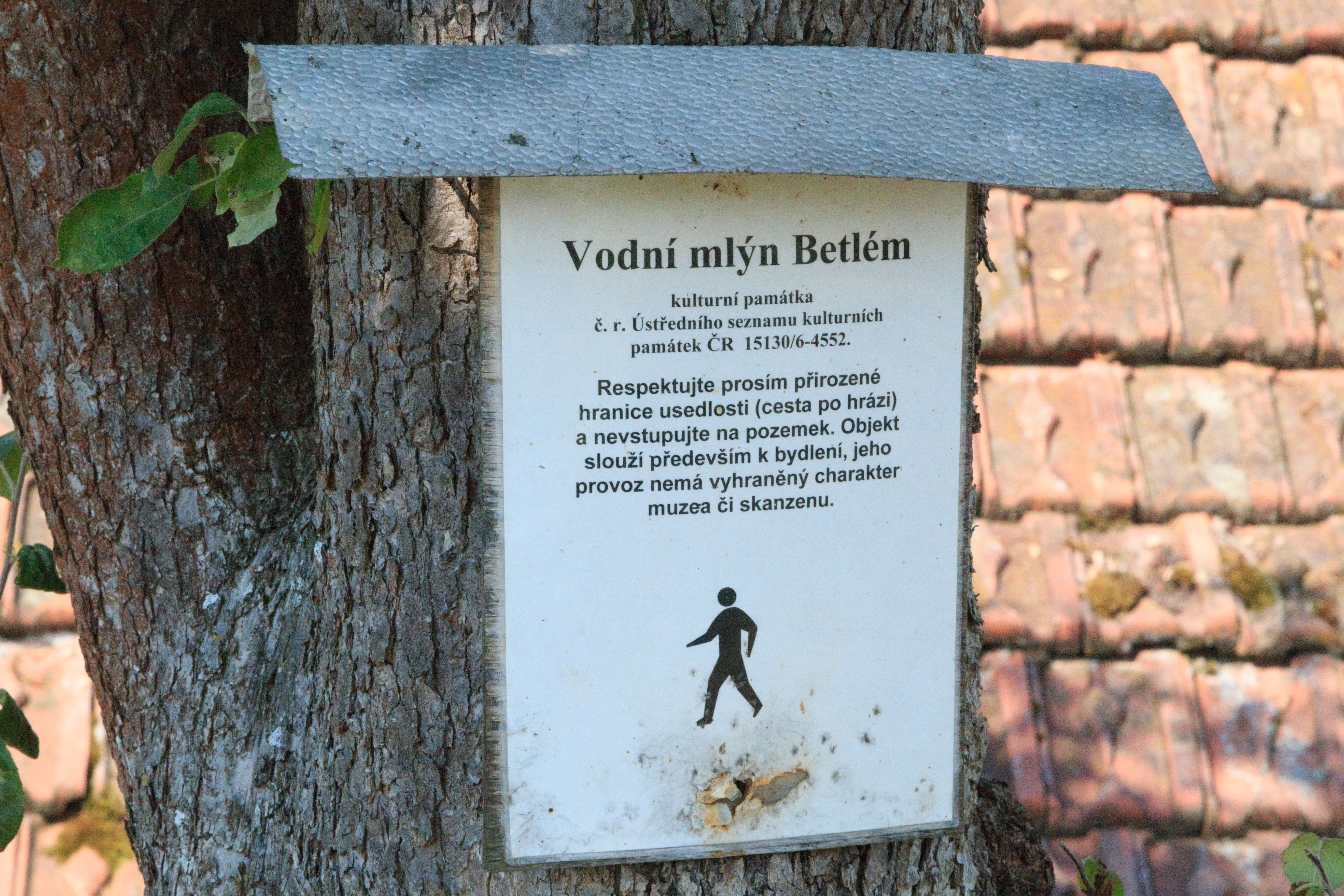
Vodní mlýn Betlém u Zálší
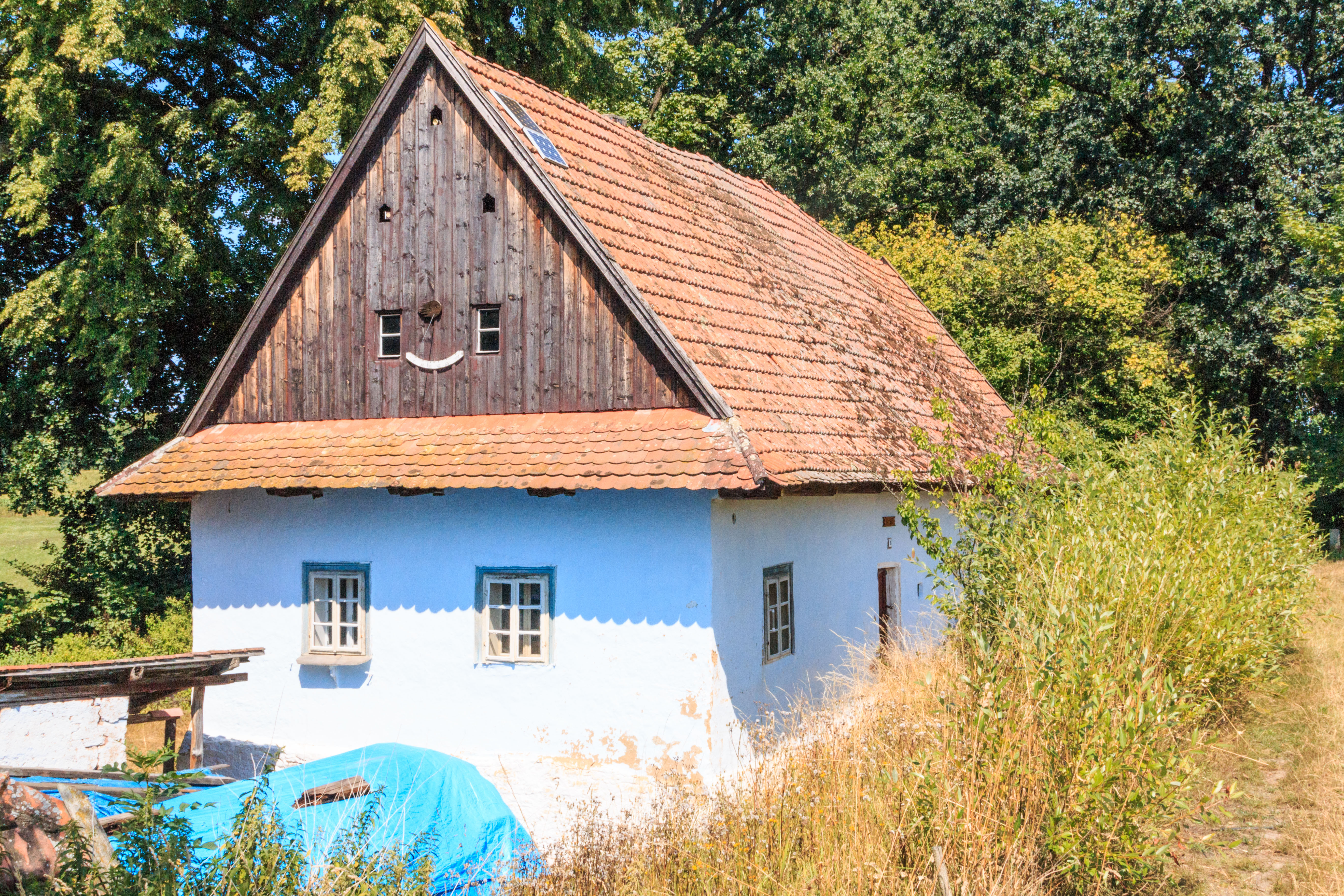
Vodní mlýn Betlém u Zálší
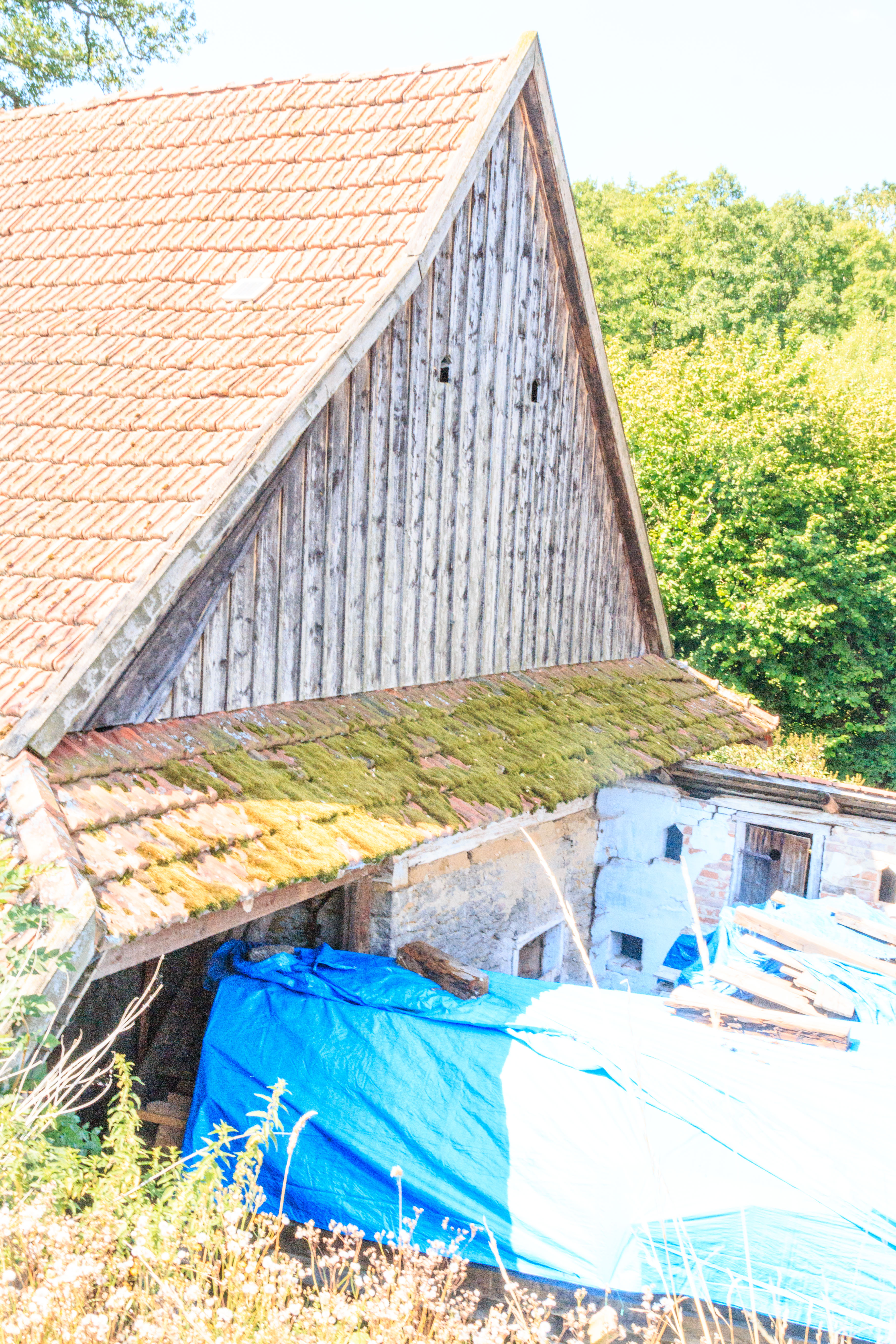
Vodní mlýn Betlém u Zálší